# Il lupo di mare
Il lupo di mare è un film italiano del 1987 diretto da Maurizio Lucidi.

## Trama
Quando una società produttrice di cosmetici organizza una crociera verso la Grecia e la Turchia la nave-traghetto Orient Express ospita a bordo una folta schiera di belle ragazze tra rappresentanti per le vendite e modelle. Silvestro, un cameriere della nave con un debole ricambiato per il gentil sesso, non si lascia scappare l'occasione e inizia a corteggiare il maggior numero possibile di ragazze.
Il maître Marco, da sempre in contrasto con Silvestro, si vede quindi costretto a ostacolare il più possibile le imprese del cameriere dongiovanni. Il vero obiettivo di Silvestro è Lara, la più bella del gruppo, che però non esce mai dalla cabina. Quando le fotomodelle trascorrono un giorno di libertà su un'isola deserta, Silvestro tenta di appartarsi finalmente con Lara, ma l'arrivo imprevisto di Marco gli manda ancora una volta il piano in fumo. A consolare Silvestro ci pensa la giovanissima Marilù, della quale Silvestro s'innamora immediatamente: l'unione ha il consenso del padre della ragazza, che è proprio Marco.

## Distribuzione
Il film è stato distribuito nelle sale cinematografiche italiane il 21 febbraio 1987.